# 沈瑾
沈瑾（1965年—），满族，河北唐山人，中华人民共和国政治人物，2022年冬奥会组委会规划建设与可持续发展部副部长，第十一届、第十二届、第十三届全国政协委员。
加入中国国民党革命委员会，担任民革河北省委副主委、唐山市委主委、唐山市政协副主席、规划委副主任。2008年，当选第十一届全国政协委员，代表中国国民党革命委员会，分入第四组。并担任人口资源环境委员会专委。2018年1月，当选第十三届全国政协委员。